# Olearia bullata
Olearia bullata là một loài thực vật có hoa trong họ Cúc. Loài này được H.D.Wilson & Garn.-Jones mô tả khoa học đầu tiên năm 1992.